# Amabie
Amabie (アマビエ) est un yōkai anthropomorphe avec trois jambes, qui sort de la mer et prophétise soit une abondante récolte, soit une épidémie. 
Il semble que ce soit une variante de l'amabiko (アマビコ, 海彦, 尼彦, 天日子, 天彦, あま彦, également amahiko) autrement connu sous le nom amahiko-nyūdo (尼彦入道)  ou arie (アリエ), des créatures représentées comme des singes, des oiseaux ou sans torse (comme des céphalopodes), et généralement à trois pattes.

## Légende
Une amabie est apparue dans la province de Higo (préfecture de Kumamoto) selon la légende, vers le milieu du quatrième mois, en l'an Kōka 3 (mi-mai 1846) à l'époque d'Edo. Un objet brillant avait été repéré dans la mer, pendant plusieurs nuits. Le responsable de la ville s'est rendu sur la côte pour enquêter et a vu l’amabie. Selon le croquis réalisé par ce fonctionnaire, elle avait des cheveux longs, une bouche comme le bec d'un oiseau, était couverte d'écailles jusqu'au cou et avait trois pattes. S'adressant au fonctionnaire, elle s'est identifiée comme une amabie et lui a dit qu'elle vivait en pleine mer. Elle a ensuite livré une prophétie : « Il y aura une bonne récolte pendant six ans à partir de l'année en cours ; si une maladie se propage, montrez une image de moi à ceux qui tombent malades et ils seront guéris. » Ensuite, elle est retournée à la mer. L'histoire a été imprimée dans un kawara-ban (un bulletin imprimé), avec son portrait, et c'est ainsi que l'histoire s'est diffusée au Japon,,.

## Le groupe desamabiko
Il a été conjecturé que cette amabie était simplement une erreur de copie pour « amabiko », une créature yōkai similaire.  Comme l’amabie, l'amabiko est une créature prophétisante à plusieurs pattes qui prescrit l'affichage de son portrait pour se défendre contre la maladie ou la mort.
On connaît au moins neuf récits d’amabiko ou amahiko (尼彦) (var. japonais : 海彦, 天彦) existant (en comptant l’amabie). Quatre décrivent des apparitions dans la province de Higo, un mentionne Amabiko Nyūdo (尼彦入道)  dans la province voisine de Hyuga (Préfecture de Miyazaki), deux sont localisés dans la province d'Echigo au nord.

### Version sans torse
Un manuscrit illustré d'une rencontre en 1844 à Echigo montre un amabiko semblable à un céphalopode, composé d'une tête dont sortent trois longs appendices, sans torse. Il a « des cheveux courts qui poussent sur tout son corps, y compris son visage, avec des oreilles de type humain, des yeux ronds et une bouche légèrement saillante ». La créature a annoncé la mort de 70 % de la population japonaise cette année-là, mais ce pouvait être évité avec l'usage de son image. 

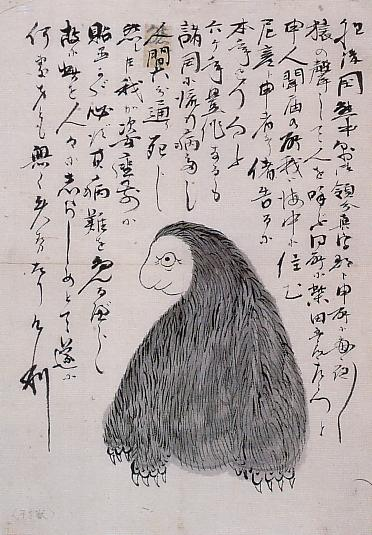
peint à la main par Kōichi Yumoto.

### Version ressemblant à un singe
Un amabiko (尼彦) ressemblant à un singe apparaît dans une peinture de la province de Higo appartenant à Kōichi Yumoto (ja), une autorité dans l'étude de ce yōkai . Le texte qui l'accompagne raconte qu'un certain Shibata Hikozaemon a entendu des cris de singes la nuit, a voulu les voir et a découvert cet amabiko. Yumoto insiste sur le fait que cette peinture représente un quadrupède. Mais il existe aussi des copies imprimées en série d’amabiko ressemblant à des singes, avec un texte d'accompagnement très similaire ; toutefois, ils n'ont que trois pattes, comme le rapporte le Yūbin Hōchi Shinbun (ja), dans un article du 10 juin 1876. Selon les deux types de documents, ce singe a été observé à Mana-kōri (眞字郡), un comté inexistant dans la province de Higo.

### Amabiko-no-mikoto
L'Amabiko-no-mikoto (天日子尊, the holy Amabiko) a été repéré dans une rizière à Yuzawa, Niigata, comme l'a rapporté le Tokyo Nichi Nichi Shimbun daté du 8 août 1875. L'illustration du journal, un peu grossière, représente une créature à quatre pattes ressemblant à une poupée daruma, sans poils. Cet exemple est différent des autres puisqu'il n'a pas été découvert dans la mer mais dans une rizière humide, qu'il professait servir les dieux célestes (du shinto), et qu'il a reçu le titre impérial divin de -mikoto. 

### Arie
L'arie (アリエ) est une créature similaire, apparue dans le comté Aotori-kōri, de la province de Higo, selon le journal Kōfu Nichinichi Shimbun, daté du 17 juin 1876, bien que ce rapport ait été réfuté par un autre journal.

## Yōkaisimilaires

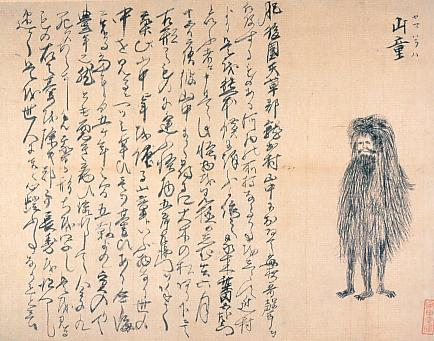
.

Le yamawarawa (« enfant de la montagne »)  du folklore des îles Amakusa hanterait les montagnes. Sa capacité de prophétie indique qu'il appartient au même genre que l’amabie. 
D'autres yōkai très différents en apparence ont la capacité de prédire le futur, comme le kudan (ja), la jinjahime (ja) ou « princesse du sanctuaire », la hōnen gamé (豊年亀), « la tortue de l'année de récolte exceptionnelle », et la « femme tortue ».  
L’amabie est considérée comme un type de sirène dans certains milieux mais, comme elle est également reconnue pour sa capacité à repousser la peste, elle devrait être considérée comme une divinité selon certains plutôt que comme une simple créature mythologique.

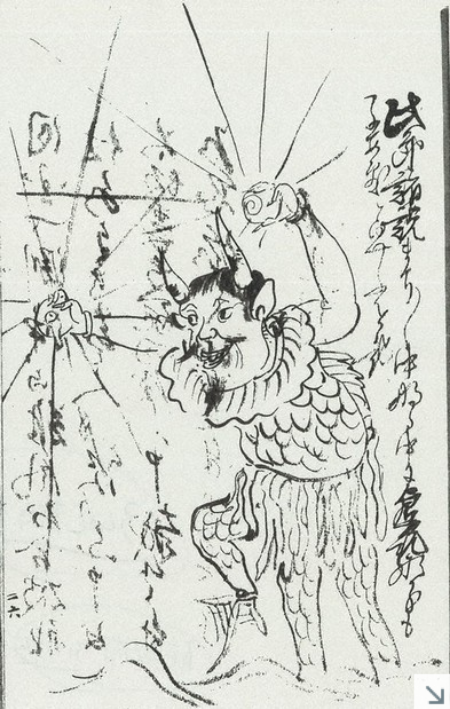
Yōkai annonçant une épidémie dans la province de Bingo en 1846.

D’après Matthew Meyer, tous ces yōkai sont apparus lors de l’ère Meiji (1868-1912), lorsque le Japon s'est ouvert au reste du monde après des décennies d'isolement, ce qui a apporté de nouvelles maladies, comme le choléra. Ainsi, un autre yōkai à trois jambes et ressemblant à une sirène, mais cornu et tenant des boules de lumière, serait apparu sur une plage de la province de Bingo (préfecture de Hiroshima depuis l'ère Meiji), en 1846, pour annoncer une épidémie.

## Shigeru Mizuki
Amabie a été reprise dans les anthologies de yōkai de Shigeru Mizuki. Elle a sa statue près du Mizuki Shigeru Memorial Museum (ja).

## En 2020

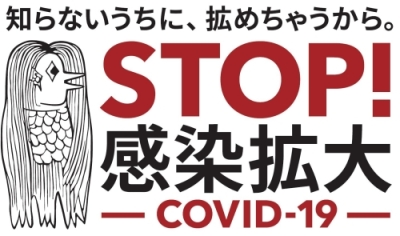
Utilisation d'Amabie lors de l’épidémie de Covid-19.

Lors de la pandémie de Covid-19, Amabie est devenu un thème populaire sur Twitter au Japon,. Après la publication en ligne, par la bibliothèque de l'université de Kyoto, d'un document historique datant de 1846 et présentant un dessin d'Amabie, le yōkai est devenu viral. Le hashtag #Amabiechallenge a été créé pour regrouper les représentations d'Amabie dessinées par les internautes,. Des dessinateurs de manga (ex. : Chika Umino, Mari Okazaki et Toshinao Aoki (ja)) ont ainsi publié sur les réseaux sociaux leur version dessinée d'Amabie. Son image a aussi été utilisée sur le site internet du ministère de la Santé, du Travail et des Affaires sociales,, sur des bonbons, sur des éventails uchiwa ou sur des pâtisseries traditionnelles,, parfois avec humour.
Atsuko Nishida, créatrice du personnage Pikachu, a dessiné un ema représentant un faon blanc et Amabie pour le sanctuaire Kasuga Taisha de Nara.
Ryan Holmberg, historien, spécialiste de la BD, explique la popularité d'Amabie par l'optimisme qui peut ressortir de son histoire et par le fait qu'elle permet de parler du virus sans en montrer l’image, qui serait pour ainsi dire taboue.